# Pölle 54 (Quedlinburg)

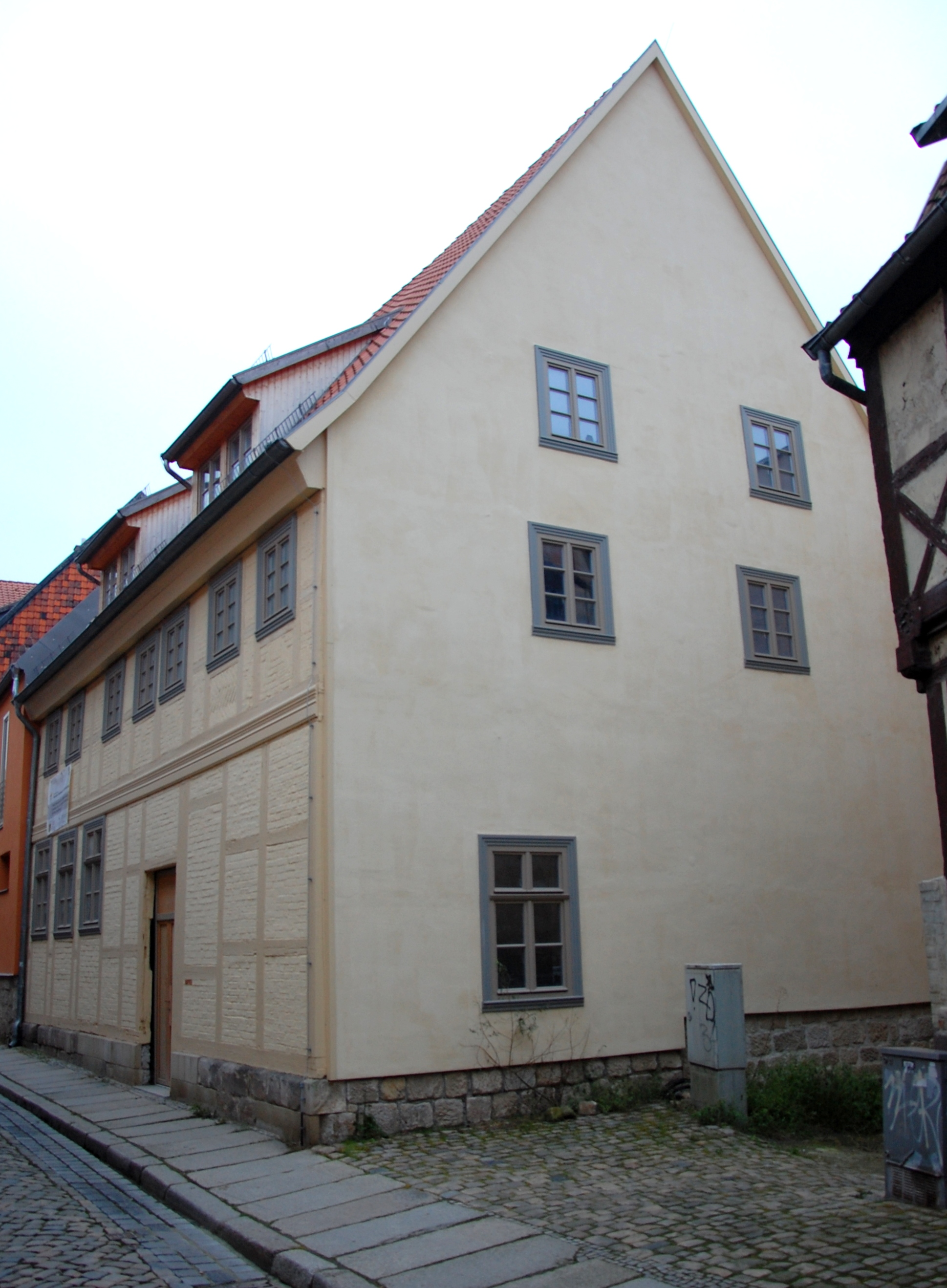
Pölle 54

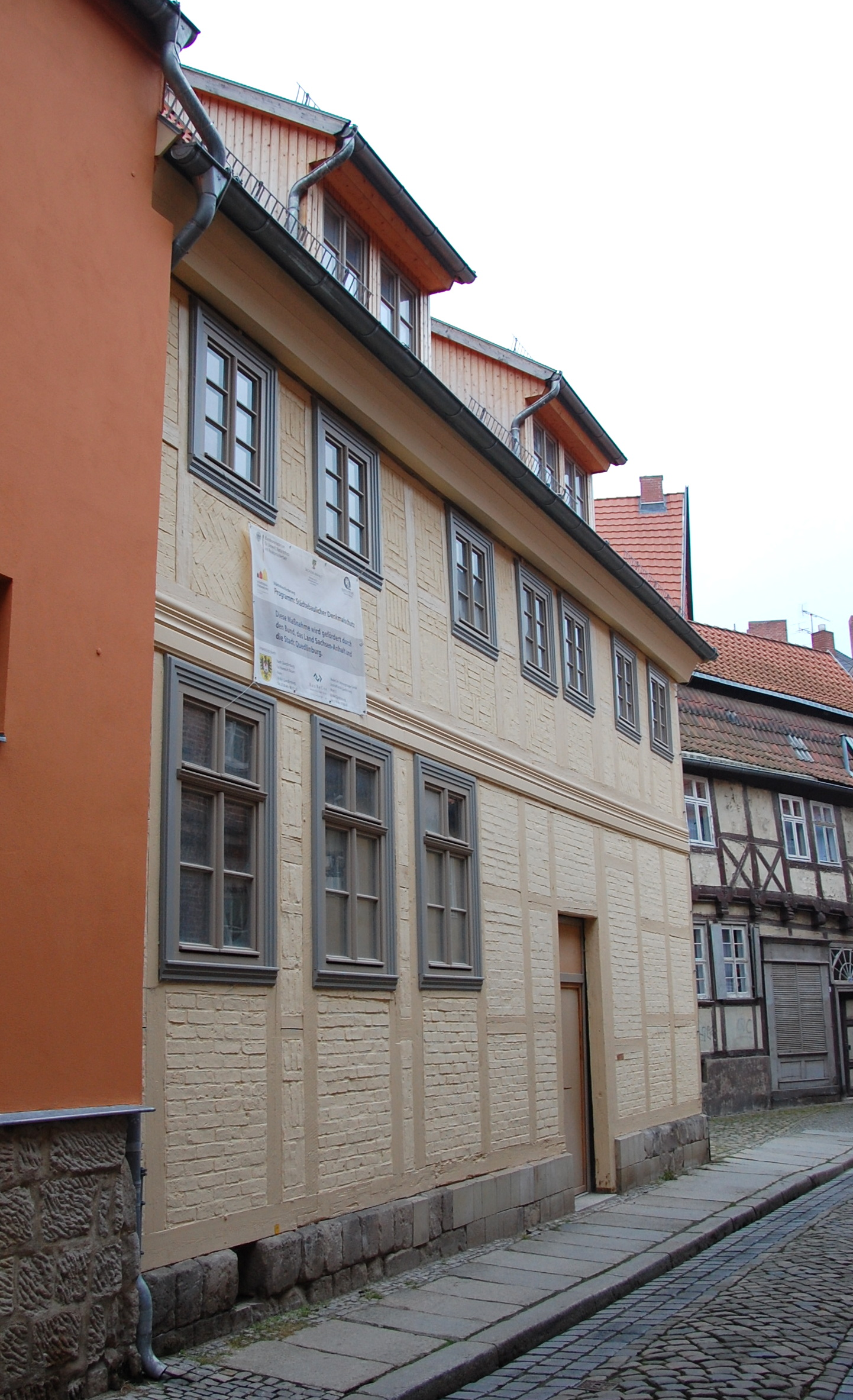
Fassade

Das Haus Pölle 54 ist ein denkmalgeschütztes Gebäude in der Stadt Quedlinburg in Sachsen-Anhalt.

## Lage
Es befindet sich südöstlich des Marktplatzes der Stadt und gehört zum UNESCO-Weltkulturerbe. Südlich des Hauses verläuft der Mühlengraben.

## Architektur und Geschichte
Das zweigeschossige Fachwerkhaus entstand nach einer dendrochronologischen Untersuchung in seinem konstruktiven Kern bereits um das Jahr 1409. Umbauten des Gebäudes erfolgten 1535, in der ersten Hälfte des 18. Jahrhunderts und Mitte des 19. Jahrhunderts. Es diente als Haus eines Gerbers. In Gefachen des Obergeschosses finden sich in der ersten Hälfte des 18. Jahrhunderts entstandene Zierausmauerungen. Aus der gleichen Zeit stammt eine im Gebäude befindliche, bemerkenswerte Treppe. In den Jahren 2013/14 wurde das Anwesen inklusive der Hofgebäude durch gabriele fischer architekten saniert und zu Ferienhäusern umgenutzt.
Das Haus ist im 1998 veröffentlichten Quedlinburger Denkmalverzeichnis nicht erwähnt, wird jedoch im Handbuch der deutschen Kunstdenkmäler aus dem Jahr 2002 aufgeführt.